# Alte Burg Bunzlau
Die Alte Burg Bunzlau war zunächst eine Kastellaneiburg im polnischen Rechtsverband. Sie war die Hauptburg des Gaus der Boborane und lag östlich des mittleren Bober in einem Teilstück des Bober-Katzbach-Gebirges. Die Kastellanei umfasste einen nicht genau umschriebenen Bezirk. 1242 wurde bei Tillendorf (polnisch Bolesławice) am Westufer des Bober die deutschrechtliche Stadt Bunzlau gegründet. Urkundlich ist sie für das Jahr 1251 als „civitas Boleslauec“ belegt. Die Kastellaneiburg lag nun im Südwesten der Stadt Bunzlau in einer vorspringenden Stadtmauer.

## Geschichte
Die Kastellaneiburg Bunzlau wurde vermutlich vom schlesischen Herzog Boleslaw I. errichtet und erstmals im Jahre 1202 als „Boleslavecz“ erwähnt. Es ist möglich, dass sie identisch ist mit dem schon 1155 bezeugten „Szobolezke“. Der Kastellan Stephan von Bunzlau nahm 1222/23 im Gefolge des Piastenherzog Heinrich I. am Kreuzzug gegen die Prußen teil, zu dem Bischof Christian von Preußen aufgerufen hatte. Nach der Gründung deutschrechtlicher Städte mit eigenem Rechtskreis durch Herzog Heinrich I. erlosch die Kastellanei Bunzlau um die Mitte des 13. Jahrhunderts. Nachfolgend wurde die slawische Kastellaneiverfassung durch die Weichbildverfassung abgelöst. Die Kastellaneiburg, die Sitz eines Kastellans war, wurde nun als herzogliches Schloss bezeichnet. Die Ortsbezeichnung „Bolezlavicz, nunc Tilonic villa“ ist für das Jahr 1264 belegt. Seit 1297 gehörten Burg und Stadt zum Herzogtum Jauer, das 1346 mit dem Herzogtum Schweidnitz vereint wurde. Letzter Herzog von Schweidnitz-Jauer war Bolko II. Nach dessen Tod 1368 fiel sein Herzogtum erbrechtlich an die Krone Böhmen, wobei seiner Witwe Agnes von Habsburg bis zu ihrem Tod 1398 ein Nießbrauch zustand. 1576–1594 wurde das Schloss ausgebaut und das zugehörige Burglehen von der Stadt Bunzlau erworben.
Im Dreißigjährigen Krieg wurde das Schloss 1642 zerstört und nicht wieder aufgebaut. Nach dem Übergang Schlesiens an Preußen 1742 wurde unter Verwendung von Mauerresten an der Stelle eine evangelische Kirche erbaut. Seit dem Übergang an Polen 1945 infolge des Zweiten Weltkriegs dient die Kirche als katholisches Gotteshaus.

## Baubeschreibung
Die nicht mehr erhaltene Burg ist in einem Lageplan aus dem Jahre 1744 enthalten. Sie lag im Südwesten der Stadt zwischen dem Niedertor und dem Nikolaitor und war von drei Seiten von Wasser umgeben. Die fast quadratische Anlage war auf der Südostseite und an der Südwestseite bebaut. Auf der Nordostseite befand sich der Schlossturm und daneben ein Bollwerk, an dem eine Zugbrücke angebracht war. Die Zufahrt zum Schloss lag auf der gegenüberliegenden Seite, wo zur Verteidigung der Brücke ein kleiner Zwinger errichtet worden war.